# Václav Vojtěch ze Šternberka
Václav Vojtěch hrabě ze Šternberka (9. února 1643 Bechyně – 25. ledna 1708 Praha), německy Wenzel Adalbert Graf von Sternberg byl český šlechtic z rodu Šternberků. Na přelomu 17. a 18. století zastával několik nejvyšších úřadů ve správě Českého království, proslul též jako barokní mecenáš, s jeho jménem je spojena hlavně stavba zámku v Troji.

## Původ a mládí
Narodil se na zámku v Bechyni jako druhorozený syn Františka Karla ze Šternberka (1612–1648), nejvyššího zemského sudího Českého království a jeho manželky Ludmily Kateřiny Benigny ze Šternberka, rozené Kavkové z Říčan († 1672). Měl čtyři bratry, dva starší František Ignác a Jan Adam zemřeli v dětském věku, mladší bratři se jmenovali Jan Norbert a Ignác Karel. Po předčasné smrti Františka Karla převzala výchovu synů jejich matka.
V roce 1661 byl se svými mladšími bratry povýšen do hraběcího stavu. Vzhledem k tomu, že všichni tři bratři Šternberkové byli tehdy ještě nezletilí, jednalo se o ocenění zásluh předků, především jejich otce Františka Karla, který byl zastřelen v Praze při vpádu Švédů. V letech 1662–1664 absolvoval kavalírskou cestu po Evropě, téměř rok studoval na katolické univerzitě v Lovani, poté procestoval Holandsko, Španělské Nizozemí a Francii, další rok pobýval na různých místech v Itálii a přes Německo se pak vrátil do Čech.

## Majetek a stavební aktivity
Po návratu z kavalírské cesty převzal v roce 1665 do osobní správy svůj dědický podíl představovaný dvěma velkými celky v jihozápadních Čechách (Zelená Hora) a na Litoměřicku (Budyně nad Ohří, Libochovice). Libochovice s Budyní v roce 1676 prodal Ditrichštejnům a v témže roce od bratra Ignáce Karla koupil panství Horažďovice poblíž Zelené Hory, obě panství pak ještě nákupy drobných statků dále rozšiřoval.

### Zelená Hora a Horažďovice
Základ současné podoby zámku na Zelené Hoře vznikl v letech 1669–1671, další stavební práce zde probíhaly až do konce 17. století. Zámecký kostel Nanebevzetí Panny Marie byl přestavěn v roce 1686 a z četných budov hospodářského zázemí jeho éru ohraničuje vznik sýpky (1669) a stájí (1706). Kromě zámku se věnoval i rozvoji města Nepomuku v podzámčí, kde spolufinancoval stavbu radnice, špitálu a kostela sv. Jana Nepomuckého (sv. Jana Křtitele). Pro město Nepomuk získal od císaře Leopolda I. také několik privilegií, v roce 1696 zde zřídil městskou radu a v roce 1707 pro nepomucké měšťany zrušil robotu.
Realizace barokní koncepce propojení panského sídla a poddanského města probíhala v menší míře i v Horažďovicích, které koupil v roce 1676 od svého mladšího bratra Ignáce Karla. V 80. letech 17. století byl přestavěn horažďovický zámek, alianční erb Václava Vojtěcha a jeho manželky zdobí dodnes vstupní bránu do zámeckého areálu z náměstí. Kromě oprav horažďovických kostelů nechal postavit kapli sv. Anny jižně od města.

### Zámek Troja a Šternberský palác

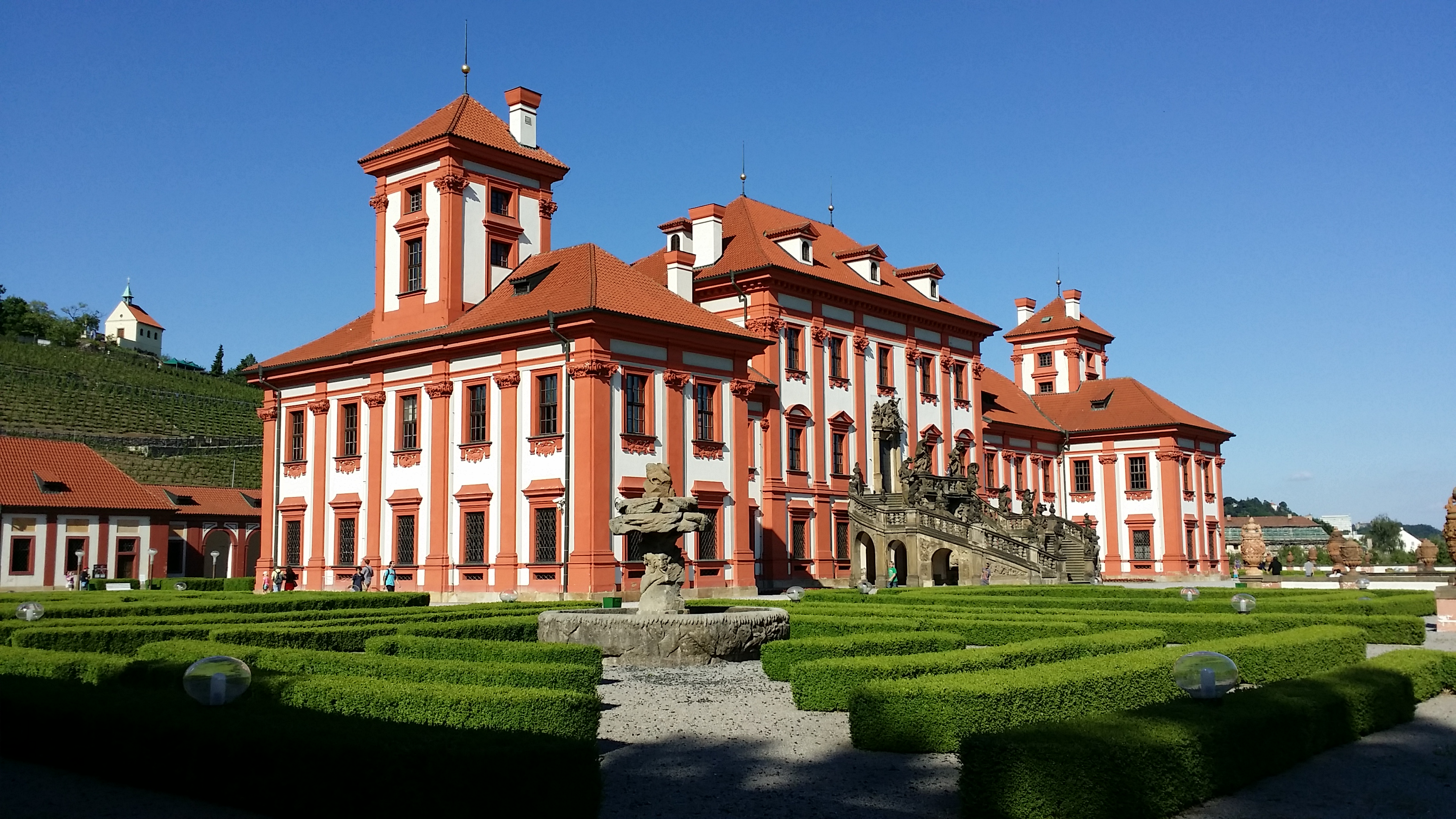
Trojský zámek

Jeho nejvýznamnější stavební památkou je zámek v Troji. Pozemky severně od tehdejší Prahy s dvorem Zadní Ovenec zdědil v roce 1672 po matce a krátce nato přistoupil k budování reprezentačního rodového sídla ve stylu italských předměstských vil. Trojský zámek vznikal v letech 1683–1695, později byl doplněn o zahradu a terasu se sochařskou výzdobou. Autory projektu byli Giovanni Domenico Orsi a Jan Baptista Mathey, alegorické fresky v hlavním sále přesahujícím dvě patra zámku jsou dílem vlámského malíře Abrahama Godyna. Nástěnnou malbu s alegorickými výjevy nechal pořídit několik let předtím i v hlavním sále na zámku v Horažďovicích.
V celoevropském měřítku je významnou stavební památkou i Šternberský palác v Praze na Hradčanech. Původní stavbu Lobkovického paláce koupil Václav Vojtěch ze Šternberka v roce 1690, později přikoupil i sousední Sasko-lauenburský palác a v letech 1698–1707 zde nechal vystavět rodovou rezidenci ve stylu vrcholného baroka. Autorství architektonického projektu je nejasné, zvažována jsou jména jako Giovanni Battista Alliprandi nebo stavitel trojského zámku J. B. Mathey.

## Kariéra a rodina

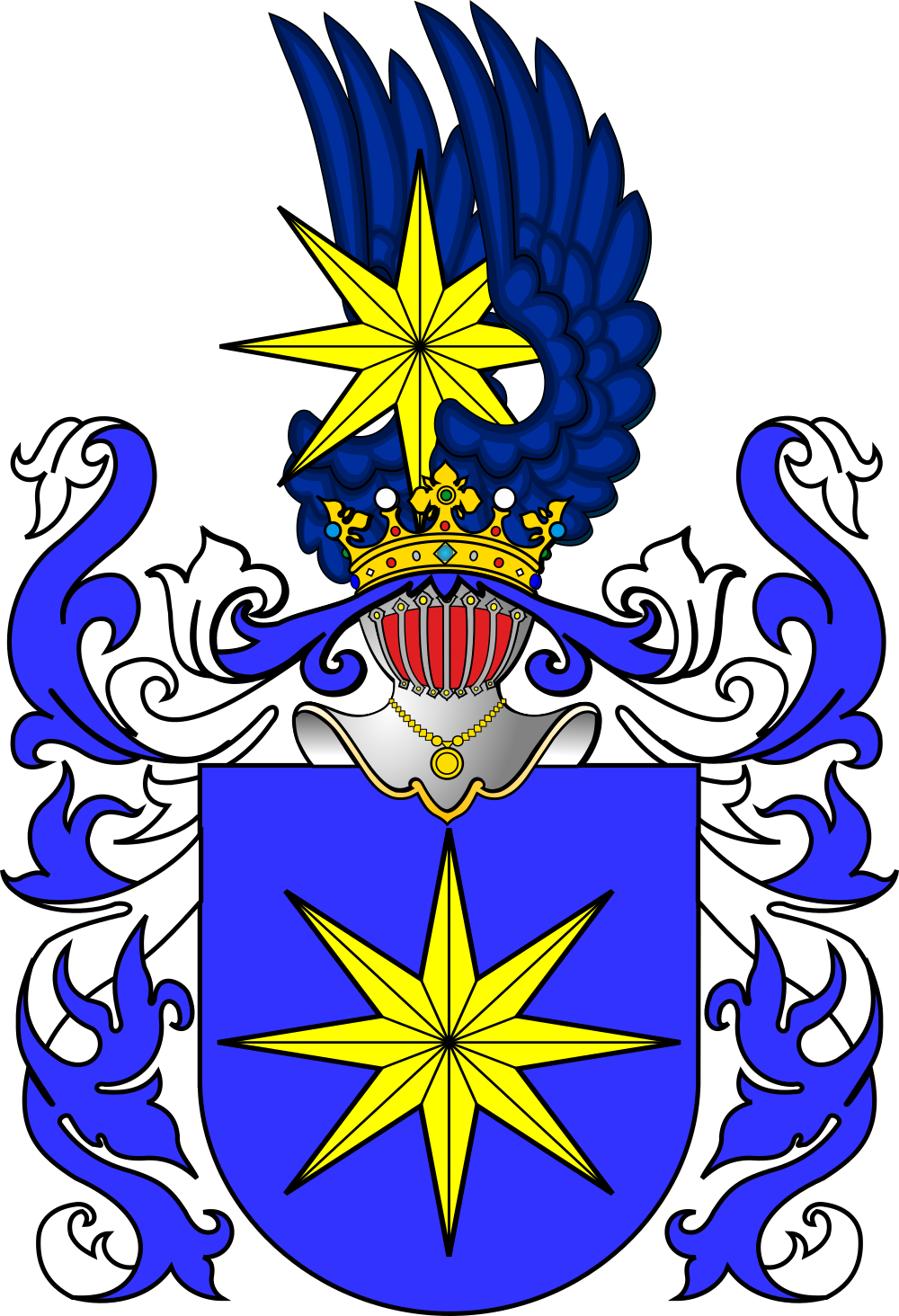
Rodový erb Šternberků

S čerstvým hraběcím titulem a jako příslušník starobylé šlechty s dostatečným majetkovým zázemím byl od mládí předurčen ke kariéře ve státních službách. Vedle čestných hodností c. k. komořího a tajného rady byl od mládí členem místodržitelského sboru Českého království. V letech 1690–1696 byl prezidentem apelačního soudu a v této funkci proslul jako předseda tribunálu, před nímž Chodové hájili svá práva proti vrchnosti. Následně byl nejvyšším sudím (1696–1704) a nakonec nejvyšším hofmistrem Českého království (1704–1708). V roce 1699 obdržel Řád zlatého rouna.
Jeho manželkou byla Klára Bernardina z Maltzanu († 1719) ze severoněmecké šlechty. Na její počest byla poblíž trojského zámku postavena kaple sv. Kláry. Měli spolu čtyři děti, syn Václav Vojtěch a další dva synové se stejným jménem Vojtěch Jan zemřeli v dětství, dospělého věku se dožila jen dcera Marie Barbora (1672–1694), první manželka pozdějšího neapolského místokrále, hraběte Aloise Tomáše z Harrachu.
Václav Vojtěch přežil všechny své děti, mužské potomstvo neměli ani jeho mladší bratři, kteří zemřeli ještě před ním. I když po sobě zanechal značné dědictví v pozemcích a nemovitostech, zůstaly po něm i obrovské dluhy vzniklé nákladnou stavební činností. Ve své závěti žádal dědice, aby jeho dluhy uhradili z výnosů statků. Panství Zelená Hora s trojským zámkem a Šternberským palácem začlenil do fideikomisu zřízeného v roce 1678 a jeho dědicem se stal vzdálený bratranec František Leopold ze Šternberka (1680–1745). Panství Horažďovice zdědila vdova Klára Bernardina a po její smrti v roce 1719 vnučka Marie Filipína Harrachová, provdaná Thun-Hohensteinová (1693–1763).

## Zajímavosti
Ve funkci prezidenta apelačního soudu vystupuje Václav Vojtěch ze Šternberka v Jiráskově románu Psohlavci. Ve filmových verzích románu jej v roce 1931 hrál Karel Jičínský, v roce 1955 Bedřich Vrbský.